# Valentin Blatz

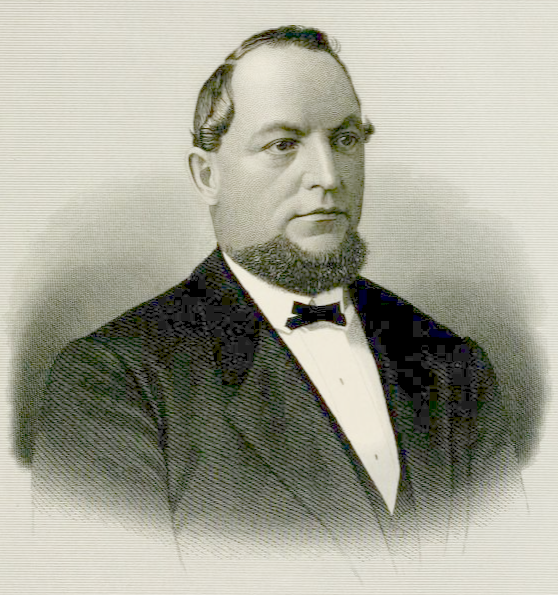
Valentin Blatz im Jahr 1877

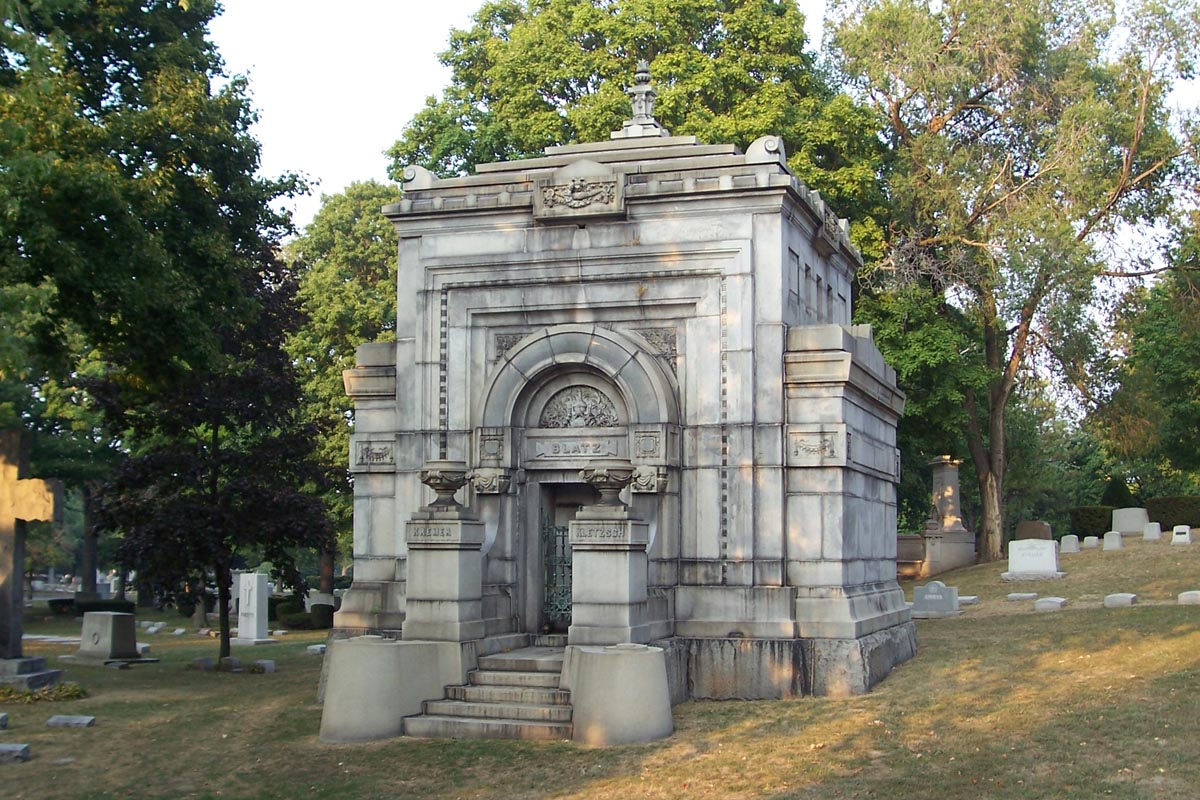
Mausoleum auf dem Forest Home Cemetery

Valentin Blatz (* 1. Oktober 1826 in Miltenberg; † 26. Mai 1894 in Saint Paul) war ein deutscher Unternehmer und Gründer der Valentin Blatz Brewing Company.

## Biographie
Valentin Blatz wurde im Jahr 1826 im bayerischen Miltenberg geboren. Seine Eltern waren Casper und Barbara Blatz. Nach seiner Schulausbildung begann er mit 14 Jahren in der Brauerei seines Vaters zu arbeiten. Nach Abschluss seiner Ausbildung verbrachte er mehrere Jahre in anderen Brauereien in Würzburg, Augsburg und München.
Nach seinem Militärdienst emigrierte er im August 1848 in die USA. Dort arbeitete er für die Brauerei Philip Borns in Buffalo, bevor er sich in Milwaukee niederließ, einem damals beliebten Ziel für deutsche Auswanderer.
Zunächst arbeitete Blatz in verschiedenen Brauereien, darunter auch als Braumeister und Vorarbeiter für Johann Braun in dessen City Brewery. Nach fünf Jahren machte sich Blatz selbstständig und eröffnete seine eigene Brauerei neben der Brauns. Nach Brauns Tod im Jahr 1852 heiratete er dessen Witwe, Louise Braun, und legte beide Unternehmen zusammen.
Die Brauerei wuchs in den kommenden Jahrzehnten und wurde 1889 als Valentin Blatz Brewing Company offiziell angemeldet. Blatz nahm bis zu seinem Tod das Amt des Präsidenten wahr. 
Neben seiner Tätigkeit für die Brauerei war Blatz auch in Eisenbahntransport und Immobiliengeschäften tätig. Von 1866 bis 1894 war er Präsident der Second Ward Savings Bank. Darüber hinaus hatte er von 1872 bis 1873 das Amt des Alderman in Milwaukee inne. Er war einer der Verantwortlichen für die Organisation der Industrieausstellung 1880 in Milwaukee.
Blatz engagierte sich in verschiedenen Gesellschaften in Milwaukee. So war er unter anderem Mitglied der Milwaukee Old Settlers Society, der Milwaukee Brewers Association und der Chamber of Commerce.
Blatz starb im Jahr 1894 auf der Heimkehr nach Milwaukee in Saint Paul. Er liegt auf dem Forest Home Cemetery in Milwaukee begraben. Zur Zeit seines Todes war Blatz einer der reichsten Männer Milwaukees. Seine Söhne Albert und Valentin, Jr., übernahmen gemeinsam mit seinem Schwiegersohn John Kremer die Leitung des Betriebs.

## Familie
Valentin Blatz heiratete Louise Braun (geb. Schmitt, * 1826; † 1907) im Jahr 1852. Mit ihr hatte er drei Söhne und zwei Töchter.